# Населення Макіївки
Станом на 1 січня 2014 року населення Макіївки становило 351 820 осіб, населення інших населених пунктів підпорядкованих міській раді (17 смт, 8 сіл, 7 селищ.) — 38 059 осіб. Загальне населення Макіївської міської ради у 2014 році налічувало 389 879 осіб. За чисельністю населення у 2014 р. Макіївка посідала 15-те місце серед міст України, Макіївська міськрада — 11 місце серед міськрад України. Разом з Донецьком Макіївка утворює Донецько-Макіївську агломерацію з населенням у понад 1,5 млн осіб.

## Історична динаміка
До 1920-х років Макіївка (Дмитріївськ) була невеликим робітничим поселенням, стрімке зростання чисельності населення тут почалося під час індустріалізації 1920-1930-х років. За 1923–1939 рр. населення Макіївки зросло у 15,6 разів, до 241,9 тис. осіб, що перетворило її на одне з найбільших міст УРСР. У 1939 р. за чисельністю населення Макіївка посідала 7 місце в УРСР та 2 місце у Донецькій (Сталінській) області. За переписом 1959 р. Макіївка була 9-м за населенням містом України та 2-м у Донецькій області. Населення Макіївки досягло найвищого рівня за переписом 1979 року (місто — 436 тис., міськрада — 486 тис.), і з того часу постійно зменшувалося. До 2014 р. населення міста скоротилося на 19,3%, населення міськради на 19,7%.
Історична динаміка чисельності населення Макіївки та Макіївської міськради.
|      | м. Макіївка | Макіївська міська рада |
| ---- | ----------- | ---------------------- |
| 1897 | 7 207       |                        |
| 1923 | 15 509      |                        |
| 1926 | 51 436      |                        |
| 1939 | 241 897     |                        |
| 1959 | 357 575     | 417 300                |
| 1970 | 392 250     | 485 114                |
| 1979 | 436 020     | 485 685                |
| 1989 | 430 201     | 477 035                |
| 2001 | 389 589     | 432 830                |
| 2005 | 375 992     | 417 236                |
| 2010 | 360 989     | 399 987                |
| 2014 | 351 820     | 389 879                |
| 2015 | 348 173     | 385 851                |

## Райони
Населення районів Макіївки за переписами
|                           | 1959    | 1970    | 1979    | 1989    | 2001    |
| ------------------------- | ------- | ------- | ------- | ------- | ------- |
| Гірницький район          |         |         | 102 078 | 116 848 | 107 835 |
| Кіровський район          | 76 070  | 106 901 | 70 196  | 60 250  | 52 768  |
| Совєтський район          | 66 156  | 63 842  | 62 352  | 57 635  | 53 007  |
| Центрально-Міський район  | 134 168 | 128 611 | 106 186 | 104 426 | 94 937  |
| Червоногвардійський район | 81 181  | 92 896  | 95 208  | 91 042  | 81 042  |
| Макіївка                  | 357 575 | 392 250 | 436 020 | 430 201 | 389 589 |

## Національний склад
Найбільші національності Макіївської міської ради за переписом 2001 року.
|          | чисельність | частка, % |
| росіяни  | 218 940     | 50,8      |
| українці | 194 057     | 45,0      |
| татари   | 4 837       | 1,1       |
| білоруси | 4 806       | 1,1       |
| греки    | 1 139       | 0,3       |
| грузини  | 1 109       | 0,3       |

Історична динаміка національного складу Маківки (1926-1939) та Макіївської міськради (1959-2001) за даними переписів.
|          | 1926 | 1926 | 1939  | 1939 | 1959  | 1959 | 2001  | 2001 |
|          | тис. | %    | тис.  | %    | тис.  | %    | тис.  | %    |
| -------- | ---- | ---- | ----- | ---- | ----- | ---- | ----- | ---- |
| росіяни  | 32,9 | 64,3 | 128,1 | 53,0 | 216,1 | 51,8 | 218,9 | 50,8 |
| українці | 14,7 | 28,7 | 99,1  | 41,0 | 172,9 | 41,4 | 194,1 | 45,0 |
| татари   | 0,9  | 1,8  | 2,8   | 1,2  |       |      | 4,8   | 1,1  |
| білоруси | 1,0  | 1,9  | 3,1   | 1,3  | 8,6   | 2,1  | 4,8   | 1,1  |
| греки    | 0,1  | 0,2  | 1,9   | 80,0 | 1,6   | 0,4  | 1,1   | 0,3  |
| євреї    | 0,3  | 0,6  | 3,1   | 1,3  | 2,6   | 0,6  |       |      |

## Мовний склад
Рідна мова населення Макіївки за даними переписів, %
|            | 1926 | 2001 |
| ---------- | ---- | ---- |
| російська  | 84,6 | 86,3 |
| українська | 10,4 | 12,7 |
| інша       | 3,7  | 1,1  |